# Balloon frame

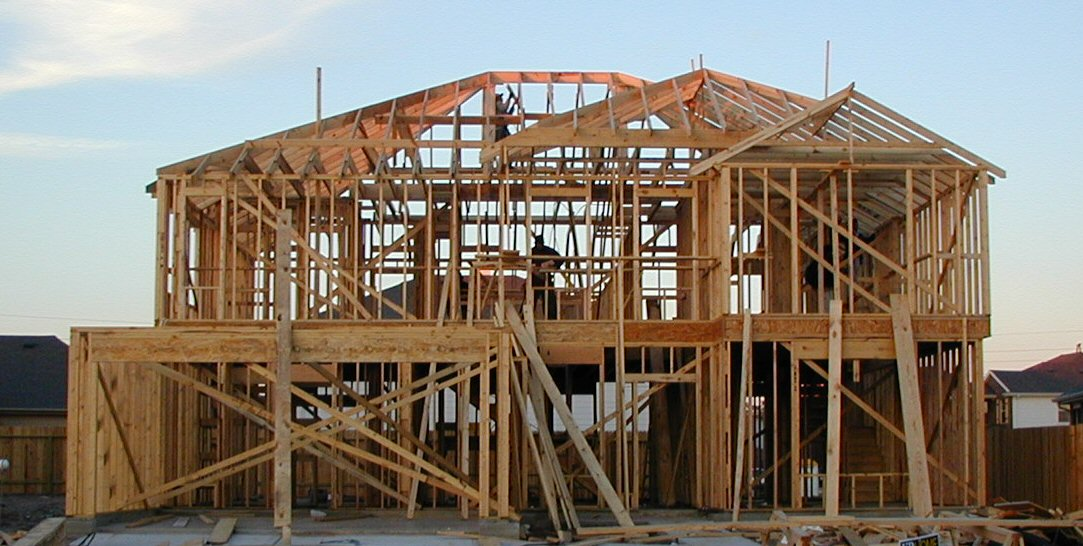
Ejemplo de balloon frame de dos plantas.

Se denomina Balloon Frame (cuya traducción desde el inglés podría ser armazón de globo) a un sistema estructural liviano de madera característico de Estados Unidos. Es un sistema compuesto por una conjunción de estructura liviana (esqueleto estructural) y elementos superficiales (placas) que conforman la envolvente del edificio. El sistema consiste en la sustitución de las tradicionales vigas y columnas de madera de considerable sección por un esqueleto estructural de mayor cantidad de elementos de menor sección. Se utiliza un sistema de Paneles para montar el esqueleto del edificio que reduce los tiempos de construcción considerablemente. Este sistema constructivo destaca por la utilización de tirantes y tablas de madera de 2x5 pulgadas unidos por clavos. Los paneles exteriores cuentan con la altura total del edificio por lo que surge la dificultad de encontrar piezas de largos aproximados a los 6 m, ante esta problemática surge el sistema Platform Frame que modifica la secuencia de montaje ya que se ejecuta nivel por nivel permitiendo utilizar elementos más cortos (2,60 m a 3 m)y de menor sección al usar tirantes de 2x4 pulgadas.
Con este sistema de construcción y su actual evolución —el Platform Frame— están edificadas la gran mayoría de viviendas en los Estados Unidos de América y Canadá. 

## Origen
Esta tipología constructiva surgió en los Estados Unidos durante el siglo XVIII, como adaptación de las viviendas de madera europeas a los medios disponibles en aquella época, caracterizada por la abundancia de madera y la escasez de carpinteros y mano de obra cualificada.
Mediante el aligeramiento de las piezas de la estructura (listones de 2x5 pulgadas), se consiguió sustituir las juntas de carpintería, que eran excesivamente complicadas de realizar para personal no cualificado, para en su lugar emplear simples clavos.
El sistema surge en esta época y en América del Norte debido a la creciente demanda de viviendas y edificaciones que se construyan de forma veloz. Ante esto, los inmigrantes europeos implementaron sus lógicas constructivas y haciendo uso de los avances de la Revolución Industrial con el aporte del clavo como elemento industrializado lograron crear el sistema de entramado liviano Balloon Frame.
Aunque la transición entre la estructura tradicional europea y el concepto de Balloon Frame se produjo gradualmente a lo largo de más de un siglo, se atribuye su desarrollo a la ciudad de Chicago, y en concreto a Augustine Taylor y a George Washington Snow, alrededor del año 1832.
Este tipo de construcciones se mostró particularmente adecuado para la colonización del Oeste americano ya que era el método más rápido y eficiente de construir viviendas, y es la imagen típica que aparece en los edificios las películas del género "western".

## Concepto
El sistema está compuesto por una estructura liviana conformada por montantes (elementos verticales) y soleras (elementos horizontales) y elementos superficiales (placas) que conforman la envolvente del edificio. 
Los montantes son los elementos verticales que cumplen la función de soportar las cargas y conducirlas a las fundaciones, están sometidos a esfuerzos de compresión dominante. 
Las soleras son las piezas horizontales que cumplen una función constructiva de mantener rígido el conjunto, mantener en posición a los montantes. 

## Características
Este sistema tiene como característica principal el largo de los montantes que deben cubrir la altura total de la construcción. Esto aumenta la sección de los montantes y permite que los tirantes del entrepiso se claven a los mismos. Esta condicionante obliga a montar la totalidad del edificio sin posibilidad de conformar planta por planta como es en el sistema Platform Frame. 
Debido al largo de los montantes que comienzan en la solera inferior y llegan hasta la solera superior en la cubierta se deben colocar tablas entre los montantes que funcionen de barrera que limite el avance del fuego en caso de incendio.
Las construcciones se ven limitadas a 2 o 3 plantas ya que resulta costoso y difícil obtener montantes de largos mayores a 6 m.

## Ventajas
Sistema de montaje rápido donde no hace falta mano de obra especializada. 
Las construcciones son livianas, por lo que se pueden montar los paneles sin necesidad de maquinaria. Esto se puede ver en las dimensiones de los elementos que abundan en cantidad por lo que tienen menor sección.
El uso de materiales industrializados por lo que los materiales cuentan con características similares y respetan medidas, facilitando la adquisición de los mismos ya que se pueden producir con la misma calidad indiferente a la región de origen.  

## Desventajas
El largo de los montantes implica la construcción del conjunto entero, esto significa montar piezas de fundación a cubierta con mayor peso y no permite montar en partes el edificio. Es diferente en Platform Frame donde se monta por nivel permitiendo conformar los paneles y montarlos en obra. 
En caso de incendio el fuego puede ascender por los montantes ya que son continuos hasta la cubierta. Para prevenir esto se deben colocar tablas como barrera de cortafuego que detengan el ascenso del fuego.

## Actualidad
El Balloon Frame ha sido sustituido por el Platform Frame, cuya diferencia fundamental consiste en levantar la estructura planta por planta, de tal manera que el entrepiso interrumpe la continuidad de los montantes entre la primera y la segunda planta.
Este cambio facilita la producción de elementos de medidas de 2,60 m a 3 m y se abastece la demanda de los mismos. También, reduce el riesgo de que un incendio se propague hacia las plantas superiores ya que el entrepiso separa los distintos niveles. 
Con el avance de la tecnología surgen nuevos sistemas constructivos que hacen uso de distintos materiales. Actualmente es cada vez más habitual encontrar viviendas donde los listones de madera se sustituyen por perfiles metálicos. Los materiales se modifican y surgen derivados como es el caso de la madera con los tableros de fibras orientadas (OSB). Actualmente varia según la región que sistema se usa, pero destaca el sistema Steel Frame como el sistema de entramado liviano más moderno y con mayor durabilidad y eficiencia. El Steel Frame mantiene el concepto de esqueleto estructural y elementos superficiales que conforman su envolvente pero se diferencia por el uso de materiales industrializados y normalizados en su totalidad. 